# Атласские языки
Атла́сские языки́ — группа языков северноберберской ветви берберо-ливийской семьи. Распространены в странах Магриба: в Марокко (Атласские горы) и Алжире (крайне западные районы). Наиболее крупные диаспоры за рубежом — во Франции. Численность носителей — около 6,6 млн человек (2017). Атласские языки разделяются на три подгруппы: шильхскую, тамазигхтскую и сенхаджа.
 С 2011 года тамазигхт является одним из официальных языков Марокко. Официальная письменность атласских языков основана на берберском алфавите тифинаг, также используются арабская и латинская графика.

## Классификация

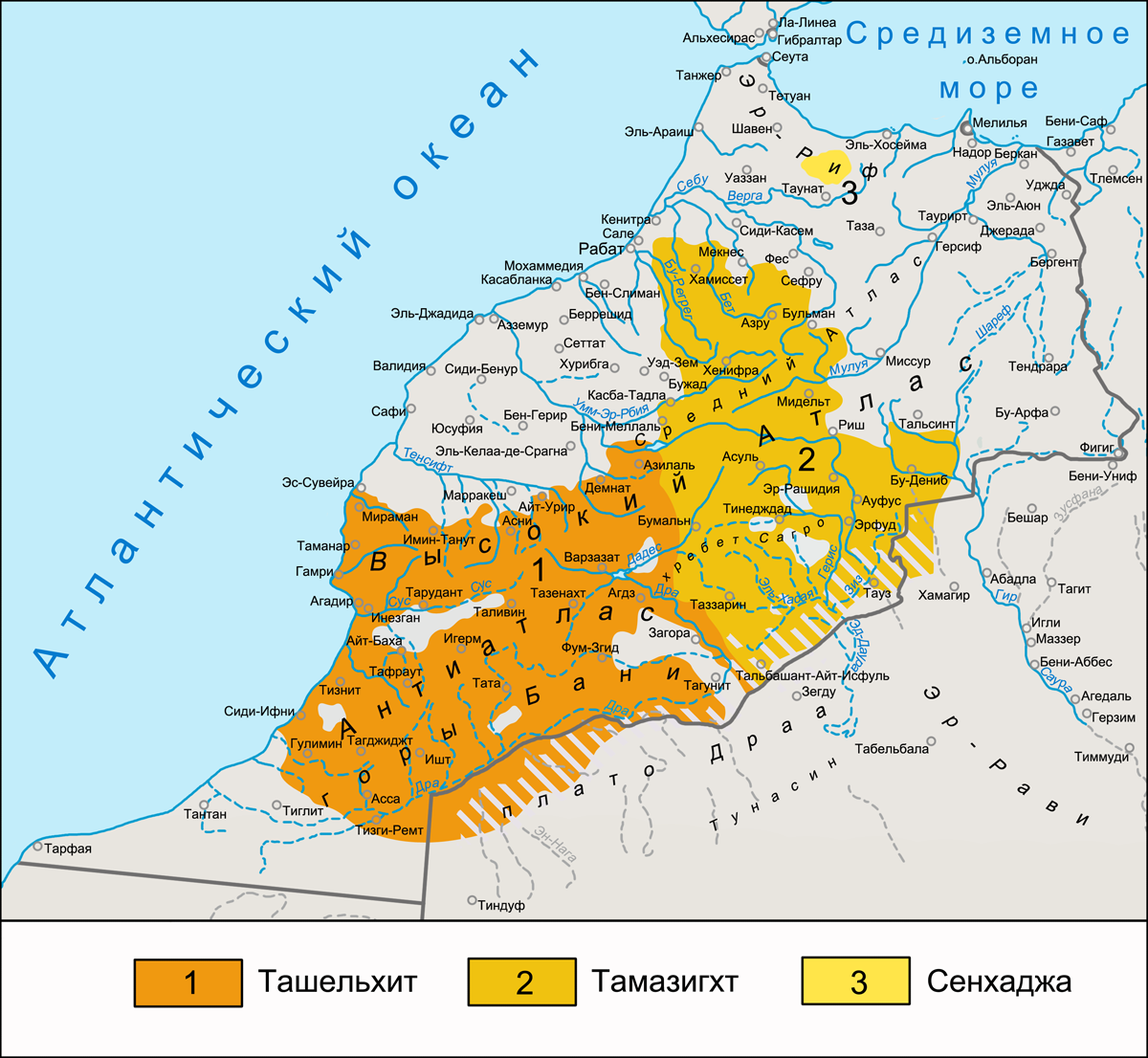
Атласские языки

Слово «тамазигхт», записанное алфавитом тифинаг

Атласские языки являются одной из трёх групп северноберберской ветви языков наряду с зенетской и кабильской. В составе атласских языков выделяются три подгруппы: шильхская, тамазигхтская и сенхаджа. Традиционно считается, что каждая из этих подгрупп представлена одним языком, при этом шильхский и тамазигхтский языки разделяются на ряд диалектов, различия между которыми затрудняют взаимопонимание. В реальности основные группы диалектов ташельхита и тамазигхта могут рассматриваться как самостоятельные языки. Язык сенхаджа генетически является более близким к шильхским, чем к тамазигхтским языкам.
 В группу атласских языков входят следующие языковые (или диалектные) объединения:
- Шильхские языки[7]:
  - Старошильхский;
  - Сусский;
  - Высокоатласский шильхский;
  - Антиатласский шильхский;
  - Южношильхский;
  - Еврейско-берберские диалекты.
- Тамазигхтские языки[7]:
  - Среднеатласский тамазигхтский;
  - Восточно-высокоатласский тамазигхтский;
  - Демнатский;
  - Еврейско-берберские диалекты.
- Сенхаджа (сенхажа, сенхаджа-сраир).

В работах некоторых исследователей берберских языков к атласской группе относят занимающий по своей языковой характеристике промежуточное положение между атласской и зенетской группами язык сегхрушен. Возможно, он является изначально зенетским языком, испытавшим сильное влияние соседних тамазигхтских диалектов. В некоторых классификациях берберских языков в атласскую группу не включается язык сенхаджа, его относят к рифским зенетским языкам, вероятнее всего сенхаджа является генетически атласским языком, испытавшим сильное влияние соседних с ним рифских языков. Старошильхский язык представлен древними берберскими письменными памятниками, самый ранний из которых датируется 1145 годом. Атласские диалекты, условно называемые еврейско-берберским языком (еврейско-берберскими диалектами), отличаются от остальных диалектов ташельхита и тамазигхта только использованием еврейского письма и некоторыми заимствованиями из древнееврейского языка.
Согласно данным справочника языков мира Ethnologue в состав атласской группы включаются следующие языки:
- Еврейско-берберский язык (judeo-berber);
- Ташельхит (tachelhit);
- Среднеатласский тамазигхт (tamazight, central Atlas).

В классификации британского лингвиста Роджера Бленча (Roger Blench) в атласской группе выделяются два языка:
- Ташельхит, (шильха) (tachlit, shilha);
- Тамазигхт (tamazight).

Согласно классификации, опубликованной в работе С. А. Бурлак и С. А. Старостина «Сравнительно-историческое языкознание», в атласской группе выделяются три подгруппы языков:
- Сегхрушен;
- Шильхские (ташельхайт) языки: нтифа, семлаль, баамрани;
- Бераберские (тамазигхт) языки: изайан, издег, ндыр, мессад.

В классификации берберских языков в статье «Берберо-ливийские языки» А. Ю. Милитарёва, опубликованной в лингвистическом энциклопедическом словаре, атласская группа рассматривается как диалектный континуум, включающий две группы берберских диалектов:
- Диалекты ташельхита[9] — тиндуфт, иглиуа, тазервальт, ида у семлаль, нтифа и другие;
- Диалекты тамазигхта, или бераберские[10] — аит издег, изайан, бени мгильд и другие.

Язык сенхажа в статье «Берберо-ливийские языки» включается в зенетскую группу.

## Ареал и численность

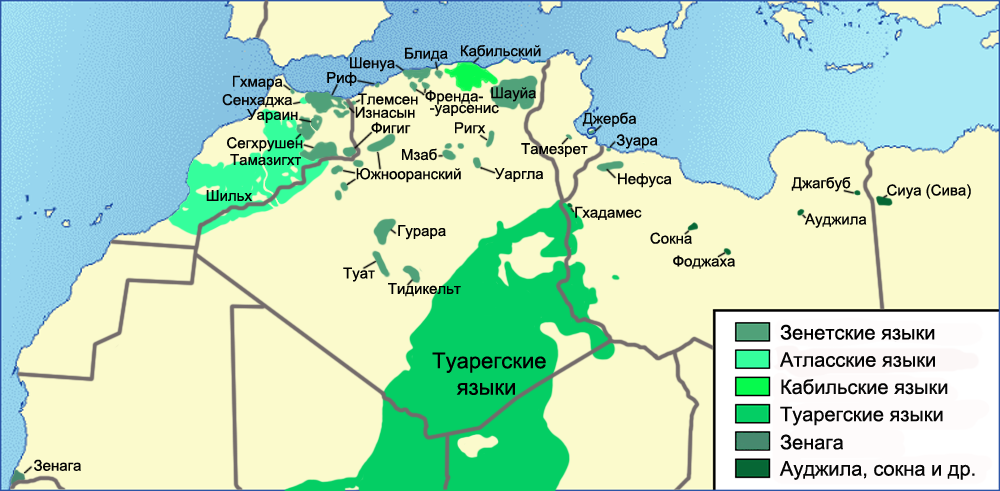
Языки атласской группы на карте берберских языков

Носители атласских языков и диалектов населяют центральные районы Марокко и пограничные с Марокко районы западного Алжира.
 Шильхские языки распространены к юго-западу от тамазигхтских языков, их ареал включает западную часть гор Высокого Атласа, горы Антиатласа и долину реки Сус на юге центрального Марокко и западе Алжира (несколько селений вдоль границы с Марокко на западе провинции Бешар и северо-западе провинции Тиндуф). Атласские языки представляют собой диалектный континуум — в северных и восточных районах шильхского ареала языки шильх и тамазигхт объединяются переходными диалектами. Тамазигхтский ареал включает восточную часть гор Высокого Атласа, горы Среднего Атласа и некоторые равнинные районы и предгорья к северу от Среднего Атласа в центральном Марокко. Носители языка сенхажа населяют южные склоны центральной части гор Эр-Риф к северу от города Таунат (возможно, что язык уже вымер). Практически исчез еврейско-берберский язык (остаются только несколько сот представителей старшего поколения в Израиле, говорящих на этом языке, до 1950—1960-х годов носители еврейско-берберских диалектов жили в Марокко среди тамазигхтов в горах Среднего Атласа и среди шильхов в горах Высокого Атласа и в долине реки Сус). Некоторая часть носителей атласских языков живёт в странах Европе, главным образом во Франции.
Согласно информации справочника Ethnologue число говорящих на языке ташельхит составляет 3 890 тыс. человек (Марокко, 2004), на языке тамазигхт в Марокко — 2 340 тыс. человек (2004), всего на языке тамазигхт — 2 490 тыс. человек, на языке сенхаджа — 40 тыс. человек (2011), на еврейско-берберских диалектах — около 2 тыс. человек (1992). А. Ю. Милитарёв в статье «Берберо-ливийские языки» (Большая российская энциклопедия) приводит данные по численности носителей шильских языков — около 4 млн человек и тамазигхтских языков — свыше 3 млн человек.

## Лингвистическая характеристика
В языках атласской группы в сравнении с остальными берберо-ливийскими языками представлен вокализм в наиболее редуцированном виде — для атласских языков обычны стечения нескольких согласных, образовавшихся в результате утраты гласных.
Как и для всех остальных берберо-ливийских языков, кроме туарегских, для атласских языков характерны многочисленные заимствования из арабского языка.